# Józef Mucha (wicewojewoda)
Józef Mucha (ur. 14 kwietnia 1924 w Parkoszowicach, zm. 17 maja 1994) – polski działacz partyjny i państwowy, w latach 1973–1977 wicewojewoda olsztyński.

## Życiorys
Syn Władysława i Marii. W 1950 wstąpił do Polskiej Zjednoczonej Partii Robotniczej. Kształcił się w Centralnej Szkole Partyjnej PZPR, był też związany z Wyższą Szkołą Gospodarstwa Wiejskiego w Cieszynie i od 1950 z Wyższą Szkołą Rolniczą w Olsztynie. Kierował zarządem wojewódzkim ZBOWiD w Olsztynie. Od 1973 do 1981 był zastępcą członka i członkiem Komitetu Wojewódzkiego PZPR w Olsztynie. Od grudnia 1973 do ok. lipca 1977 pełnił funkcję pierwszego wicewojewody olsztyńskiego (zarówno „dużego”, jak i „małego” województwa). W latach 1975–1981 należał do egzekutywy, a od 1979 do sekretariatu KW PZPR w Olsztynie. W 1981 przeszedł na emeryturę.
Pochowany na cmentarzu komunalnym w Olsztynie (2A/10/12).